# Fritz Hennenberg

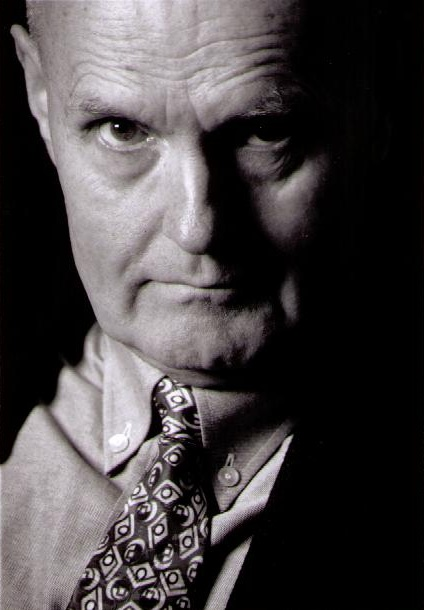
Fritz Hennenberg

Fritz Hennenberg (* 11. Juni 1932 in Döbeln) ist ein deutscher Musikwissenschaftler und Dramaturg.

## Leben und Werk
Fritz Hennenberg wurde 1932 als Sohn des Architekten und Baumeisters Kurt Hennenberg und seiner Ehefrau Johanna in Döbeln geboren. Nach dem Abitur 1951 am Döbelner Realgymnasium (Lessing-Oberschule) studierte er Klavier und Dirigieren bei Oskar Halfter und Martin Flämig an der Musikhochschule Dresden sowie Musikwissenschaften bei Walter Serauky und Hellmuth Christian Wolff an der Universität Leipzig. Außerdem hörte er Vorlesungen bei Ernst Bloch (Philosophie) und Eva Lips (Ethnologie). Im Jahr 1965 wurde er mit einer Dissertation über Das Kantatenschaffen von Gottfried Heinrich Stölzel zum Dr. phil. promoviert.
Von 1954 bis 1956 war er Lehrbeauftragter an der Theaterhochschule Leipzig und von 1956 bis 1959 Assistent für Musikgeschichte am Konservatorium Halle. Er schuf in den 50er Jahren Musiken für die Studentenbühne der Leipziger Universität und das Maxim-Gorki-Theater in Berlin.
1956 begegnete er dem Komponisten Paul Dessau und war ihm bis zu dessen Tod 1979 eng verbunden. Im Jahr 1964 wurde Hennenberg auf Bitten des Dirigenten Herbert Kegel Konzertredakteur des Rundfunk-Sinfonieorchesters Leipzig, zunächst freischaffend, von 1974 bis 1979 unter festem Vertrag. 1965 begründete er die Leipziger Rathauskonzerte, die mit dem Komponisten Wolfgang Fortner eröffnet wurden. 1972 war er als Chefdramaturg an das Gewandhausorchester unter Kurt Masur verpflichtet. Am Rundfunk widmete er sich vor allem der Förderung zeitgenössischer Musik und richtete mit Gastspielen u. a. von Luigi Dallapiccola, Hans Werner Henze, Boris Blacher, Ernst Krenek, Cristóbal Halffter, Witold Lutosławski, Luigi Nono und Krzysztof Penderecki eine Konzertreihe Komponisten als Interpreten ein.
Ab 1969 arbeitete er mit der Sängerin Roswitha Trexler zusammen, auch als Begleitpianist, und gastierte mit ihr u. a. in Österreich, der Schweiz, Dänemark und den USA. Für die ihr übertragene Gesamtaufnahme der Lieder von Hanns Eisler im Rahmen der Eisler-Schallplatten-Edition erarbeitete er Interpretationsmodelle.
1987 habilitierte er sich an der Martin-Luther-Universität Halle-Wittenberg.
Von 1990 bis 1997 wirkte Fritz Hennenberg an der Oper Leipzig bei Intendant Udo Zimmermann als Chefdramaturg.
1996 lernte er den Komponisten Victor Fenigstein kennen und legte analytische und biographische Arbeiten über ihn vor. 1998 und 2003 erhielt er Forschungsaufträge des Orff-Zentrums München zu Studien u. a. über die Beziehungen zwischen Carl Orff und Bertolt Brecht.
Zahlreiche Gastvorlesungen und Workshops, u. a. an der Harvard University in Cambridge, bei der Eduard-van-Beinum-Stiftung Amsterdam, an der University of San Diego, am Schoenberg Institute Los Angeles, an den Musikhochschulen Hamburg und Köln und am Mozarteum Salzburg.

## Veröffentlichungen

### Werke
- Das Leipziger Gewandhausorchester. Leipzig: Edition Leipzig, 1962. Neufassung Frankfurt am Main/Leipzig: Insel Verlag, 1992.
- Dessau-Brecht: Musikalische Arbeiten. Berlin: Henschelverlag, 1963.
- Paul Dessau. Eine Biographie. Leipzig: Deutscher Verlag für Musik, 1965.
- Wolfgang Amadeus Mozart. Leipzig: Reclam, 1970 / 2. Auflage 1976. Neufassung Hamburg: Rowohlt, 1992 / 2. Neufassung 2005. Übers.: jap., kroat., ungar. Hörbuch 2006 (Deutsche Grammophon Gesellschaft/„Die Zeit“). Rowohlt Digitalbuch Plus (E-Book) 2011.
- Das Kantatenschaffen von Gottfried Heinrich Stölzel. Leipzig: Deutscher Verlag für Musik, 1976.
- Hanns Eisler. Leipzig: Bibliographisches Institut, 1986/Hamburg: Rowohlt, 1987 (2. Auflage 1998). Übers.: chin., ISBN 978-3-499-50370-2.
- Gesang und Gesichter. Roswitha Trexler in Begegnungen mit Musikern und Musik. Berlin: Henschelverlag, 1990.
- Udo Zimmermann. Leidenschaft Musik – Abenteuer Theater. Bonn/Berlin: Bouvier, 1992, ISBN 978-3-416-02384-9.
- Oper Leipzig. Leipzig: Verlag Kunst und Touristik, 1992. Übers.: engl.
- 300 Jahre Leipziger Oper. Geschichte und Gegenwart. München: Langen Müller, 1993, ISBN 978-3-7844-2432-3.
- Es muss was Wunderbares sein... Ralph Benatzky. Zwischen „Weißem Rössl“ und Hollywood. Wien: Zsolnay, 1998, ISBN 978-3-552-04851-5.
- Mein Leben – ein Spiel. Ein Portrait des Komponisten Victor Fenigstein. Unter Mitwirkung von Luc Deitz. Luxemburg: Kairos Edition, 2005, ISBN 2-9599829-0-8.
- Ralph Benatzky. Operette auf dem Weg zum Musical. Lebensbericht und Werkverzeichnis. Wien: Edition Steinbauer, 2009, ISBN 978-3-902494-38-2.
- Geschichte der Leipziger Oper von den Anfängen bis zur Gegenwart. Beucha/Markkleeberg: Sax-Verlag, 2009, ISBN 978-3-86729-045-6.
- Begegnungen mit Kurt Schwaen und seiner Musik. Berlin: Kurt-Schwaen-Archiv, 2011.
- Orff-Studien. Leipzig: Engelsdorfer Verlag, 2011, ISBN 978-3-86268-669-8.
- Victor Fenigstein. Lebensprotokoll – Werkkommentare – Kataloge. Saarbrücken: Pfau-Verlag, 2013, ISBN 978-3-89727-475-4.
- Hanns Eisler konzis. Mainz: Schott Music, 2016, ISBN 978-3-7957-8085-2.
- Die Döbelner Kunstszene in der Nachkriegszeit. Ein Erinnerungsbericht. Privatdruck, 2017.
- Alltäglichkeiten. Tagebuch 1998–2022. 5 Bde. Leipzig: Gutenberg-Verlag, 2020–2023.
- Lebensspuren. Leipzig: Gutenberg-Verlag, 2020.
- Rundfunkerinnerungen. Als Konzertredakteur beim Rundfunk-Sinfonieorchester Leipzig 1964-1979. Streiflichter auf die Musikgeschichte der DDR. Leipzig: Gutenberg-Verlag, 2020.
- Opernerinnerungen. Oper Leipzig 1990-1997 von Innen betrachtet. Autobiographische Aufzeichnungen. Leipzig: Gutenberg-Verlag, 2020.
- Was mich mit Paul Dessau verbindet. Leipzig: Gutenberg-Verlag, 2021.

### Herausgeberschaft
- Paul Dessau: Notizen zu Noten. (Herausgeber.) Leipzig: Reclam, 1974.
- Tadeusz Kaczyński: Gespräche mit Witold Lutosławski. (Herausgeber.) Leipzig: Reclam, 1976.
- Paul Dessau. Opern. (Herausgeber.) Berlin: Henschelverlag, 1976.
- Das große Brecht-Liederbuch. (Herausgeber.) Berlin: Henschelverlag/Frankfurt am Main: Suhrkamp, 1984. Taschenbuchausgabe Frankfurt am Main: Suhrkamp, 1985, ISBN 978-3-518-02416-4.
- John Dew inszeniert Mozart. (Herausgeber.) Berlin: Henschelverlag, 1995, ISBN 978-3-89487-231-1.
- Materialien zu Brecht/Weill „Mahagonny“. (Mitherausgeber.) Frankfurt am Main: Suhrkamp, 2006.

## Auszeichnung
- 1986: Hanns-Eisler-Preis